# Laternaria zephyria
Laternaria zephyria är en insektsart som först beskrevs av Schmidt 1907.  Laternaria zephyria ingår i släktet Laternaria och familjen lyktstritar. Inga underarter finns listade i Catalogue of Life.